# Sinus Asperitatis
Sinus Asperitatis (en latín, "Bahía de la Aspereza") es una bahía lunar que se extiende en la zona sur del Mare Tranquillitatis, alcanzando la conexión con el Mare Nectaris al sureste. Está rodeado a lo largo de sus lados occidental y oriental por regiones continentales de terreno irregular. Sus coordenadas selenográficas son 3,8° de latitud sur y 27,4° de longitud este. Tiene un diámetro de 206 km.
En la parte norte de este mare se halla el pequeño cráter Torricelli, y en su lado sur aparecen dos cráteres prominentes, Theophilus y Cyrillus. En la frontera entre el Sinus Asperitatis y el Mare Nectaris se halla el cráter Mädler.
Su nombre fue adoptado por la UAI en 1976.